# SAC-D
SAC-D (Satelite de Aplicaciones Cientificas) ist ein argentinischer Erdbeobachtungssatellit.
Er startete am 10. Juni 2011 um 14:20 Uhr UTC mit einer Delta II 7320-10 von der Vandenberg Air Force Base in eine 657 km hohe sonnensynchrone Umlaufbahn. Das wichtigste Bordinstrument ist ein Mikrowellen-Radiometer (L-Band) namens Aquarius, das von Spezialisten des Goddard Space Flight Centers in Greenbelt (Maryland) entwickelt wurde. Es soll den Salzgehalt an der Oberfläche der Meere messen und damit Information liefern, die das Verständnis über den Einfluss der Meere auf den globalen Wasserkreislauf verbessern.
Die Mission endete am 8. Juni 2015, nachdem ein Fehler in der Energieversorgung und Lageregelung auftrat.

## Instrumente von SAC-D
| Instrument                                       | Aufgaben | Daten | Auflösung                                                                                          | Behörde   |
| ------------------------------------------------ | --- | --- | -------------------------------------------------------------------------------------------------- | --------- |
| Aquarius                                         | Soll ein grundlegendes Verständnis über die globalen Wasserkreislauf der Meere und dessen Klimainteraktionen liefern sowie die Bodenfeuchte über Argentinien messen. | L-Band-Radiometer (1,413 GHz) und Scatterometer (1,26 GHz) Schwadbreite: 390 km                                                                 | Drei Strahlen: 76 km × 94, 84 km × 120 km, 96 km × 156 km                                          | NASA      |
| MWR MicroWave Radiometer                         | Regenmenge, Windgeschwindigkeit, Meereseiskonzentration, Wasserdampf, Wolkendichte                                                                                   | Bereich: 23,8 GHz vertikale Polarisation und 36,5 GHz horizontale und vertikale Polarisation Bandbreite: 0,5 GHz und 1 GHz Schwadbreite: 380 km | SecHzehn Strahlen: < 54 km                                                                         | CONAE     |
| NIRST New IR Sensor Technologie                  | Regenmenge, Windgeschwindigkeit, Meereseiskonzentration, Wasserdampf, Wolkendichte                                                                                   | Bereich: 3,8 µm, 10,7 µm und 11,7 µm, normale Schwadbreite: 182 km, erweiterte Schwadbreite 1000 km, Pointing: ±30°                             | Auflösung: 350 m bei einer Temperaturauflösung von 0,5 °C, kleinste erfassbare Brandfläche: 200 m² | CONAE CSA |
| HSC High Sensitiv Camera                         | Lichtmenge von menschlichen Siedlungen, Elektrische Stürme, Polarregion, Schneebedeckung                                                                             | panchromatisch: 450–610 nm Schwadbreite: 700 km                                                                                                 | 200–300 Meter                                                                                      | CONAE     |
| DCS Data Collection System                       | Datensammelsystem | 401,55 MHz uplink | zwei Kontakte pro Tag mit 200 Stationen                                                            | CONAE     |
| ROSA Radio Occultation Sounder of the Atmosphere | Atmosphärendaten (Temperatur, Feuchtegehalt, Elektronenkonzentration)                                                                                                | GPS Radio-Okkultationen | Horizontal: 300 km Vertikal: 300 m                                                                 | ASI       |
| CARMEN I ICARE und SODAD                         | Effekte der kosmischen Strahlung auf elektronische Geräte, Verteilung von Mikropartikel und Weltraumschrott                                                          | ICARE: drei Silizium- und Si/Li-Detektoren; SODAD: vier MOS-Sensoren                                                                            | ICARE: 256 Spektralbereiche, SODAD: Empfindlichkeit: 0,5 u part. bei 10 km/s                       | CNES      |
| TDP Technologie Demonstration Package            | Position, Geschwindigkeit und Winkelgeschwindigkeit | GPS receiver Inertial Unit Reference | Position: 20 m, Geschwindigkeit : 1 m/s, zufällige Winkelabweichung: 0,008°/h−2                    | CONAE     |